# Ryman Healthcare
Die Ryman Healthcare Limited ist ein neuseeländisches Unternehmen, das Seniorenwohnheime und Kliniken betreibt. Die 1984 gegründete Firma hat ihren Sitz in Christchurch.
Das Unternehmen ist seit 1999 börsennotiert und Mitglied im NZX 50 Index. 2012 erweiterte die Firma ihr Betätigungsfeld auf Australien aus (Wheelers Hill in Melbourne).
Die Marktkapitalisierung betrug im März 2017 4,205 Milliarden NZ$.